# Yhonatann Yustiz
Yhonatann Yustiz (Maracay, Aragua, Venezuela, 27 de enero de 1992) es un futbolista venezolano que juega como portero en el Club Técnico Universitario de la Primera División de Ecuador.

## Biografía
Sus primeros pasos fueron en la ciudad de San Mateo donde representó al equipo de fútbol del estado. A los 15 años pasó a la escuela de fútbol de La Trinidad, donde se afianzó y llegó a las inferiores del Caracas Fútbol Club representándolo en distintas categorías como sub-18 y sub-20, en las cuales disputó torneos como la Copa Libertadores Sub-20 de 2011, junto a actuales referentes del fútbol venezolano como Josef Martínez, Fernando Aristeguieta y Rómulo Otero.
Su debut con el primer equipo se produjo el 7 de abril de 2013 contra Estudiantes de Mérida en el Estadio Metropolitano de Mérida, en el encuentro correspondiente a la jornada 12 del Torneo Clausura en donde el Caracas salió derrotado 4-1. Yústiz defendió el arco gracias a la lesión del arquero titular Baroja en el minuto 15, al debutante le encajaron la totalidad de goles y el último fue tras habérselo quitado de encima. El debut poco recordado de Yústiz iba a ser complementado tres días después, otra vez en el estado Mérida, pero en la ciudad de El Vigía. Iniciaría de titular por la baja de Baroja, y al minuto 27 provocaría un penal que lo expulsaría del encuentro. El encuentro acabó 1-1, sometiendo al Caracas a una mala racha.
No volvió a jugar sino hasta el 23 de octubre en el Estadio Olímpico de la UCV ante el Deportivo Petare, en el encuentro correspondiente de los cuartos de final de la Copa Venezuela en donde el Caracas venció 2-3. Yústiz defendió el arco gracias a la recaída de Baroja.
En el segundo semestre del 2014 disputó cuatro partidos, entre los cuales uno tuvo que entrar por lesión de Alain Baroja al minuto 78. Asimismo, cabe acotar su única participación en Copa Venezuela 2014, donde su equipo venía de empatar 2-2 como visitante en la ida de octavos de final contra Arroceros de Calabozo, equipo de segunda división. Eduardo Saragó lo alineó de titular y salieron derrotados 2-3 dando la campanada en Caracas. En el Torneo Clausura 2015, tan solo jugó un partido contra Petare, puesto que Baroja estaba en compromiso con su selección nacional. Vencieron 1-0.

## Clubes
| Club                                | País      | Año            |
| ----------------------------------- | --------- | -------------- |
| Caracas Fútbol Club                 | Venezuela | 2012-2016      |
| Aragua Fútbol Club                  | Venezuela | 2017-2021      |
| Portuguesa Fútbol Club              | Venezuela | 2022-2024      |
| Anzoátegui Fútbol Club              | Venezuela | 2025- Presente |
| Club Técnico Universitario (Cesión) | Ecuador   | 2025-          |

## Estadísticas
| Torneo               | Sede      | Resultado        | PJ | Goles recibidos |
| -------------------- | --------- | ---------------- | -- | --------------- |
| Torneo Clausura 2013 | Venezuela | Quinto lugar     | 2  | 4               |
| Copa Venezuela 2013  | Venezuela | Campeón          | 1  | 2               |
| Torneo Apertura 2014 | Venezuela | Tercer lugar     | 4  | 2               |
| Copa Venezuela 2014  | Venezuela | Octavos de final | 1  | 3               |
| Torneo Clausura 2015 | Venezuela | Segundo lugar    | 1  | 0               |